# حفره الکترونی
حفره الکترونی (به انگلیسی: Electron hole) یک مفهوم در فیزیک جامدات است که به جای خالی در یک نوار ظرفیت یک ماده نیمه رسانا اشاره دارد. حفره الکترونی از نظر ریاضی معکوس الکترون است و بار مثبت دارد.
در یک ماده نیمه رسانا، الکترون‌ها در نوار ظرفیت و حفره‌ها در نوار رسانش قرار دارند. الکترون‌ها می‌توانند از نوار ظرفیت به نوار رسانش منتقل شوند و در نتیجه یک حفره در نوار ظرفیت باقی بماند. این حفره می‌تواند توسط یک الکترون از نوار رسانش پر شود.
حفره‌ها نیز مانند الکترون‌ها می‌توانند در یک ماده نیمه رسانا حرکت کنند. حرکت حفره‌ها در جهت مخالف حرکت الکترون‌ها است. این بدان معناست که حفره‌ها می‌توانند جریان الکتریکی را در یک ماده نیمه رسانا حمل کنند.
حفره‌ها در بسیاری از دستگاه‌های الکترونیکی مانند ترانزیستورها، دیودها و سلول‌های خورشیدی استفاده می‌شوند.

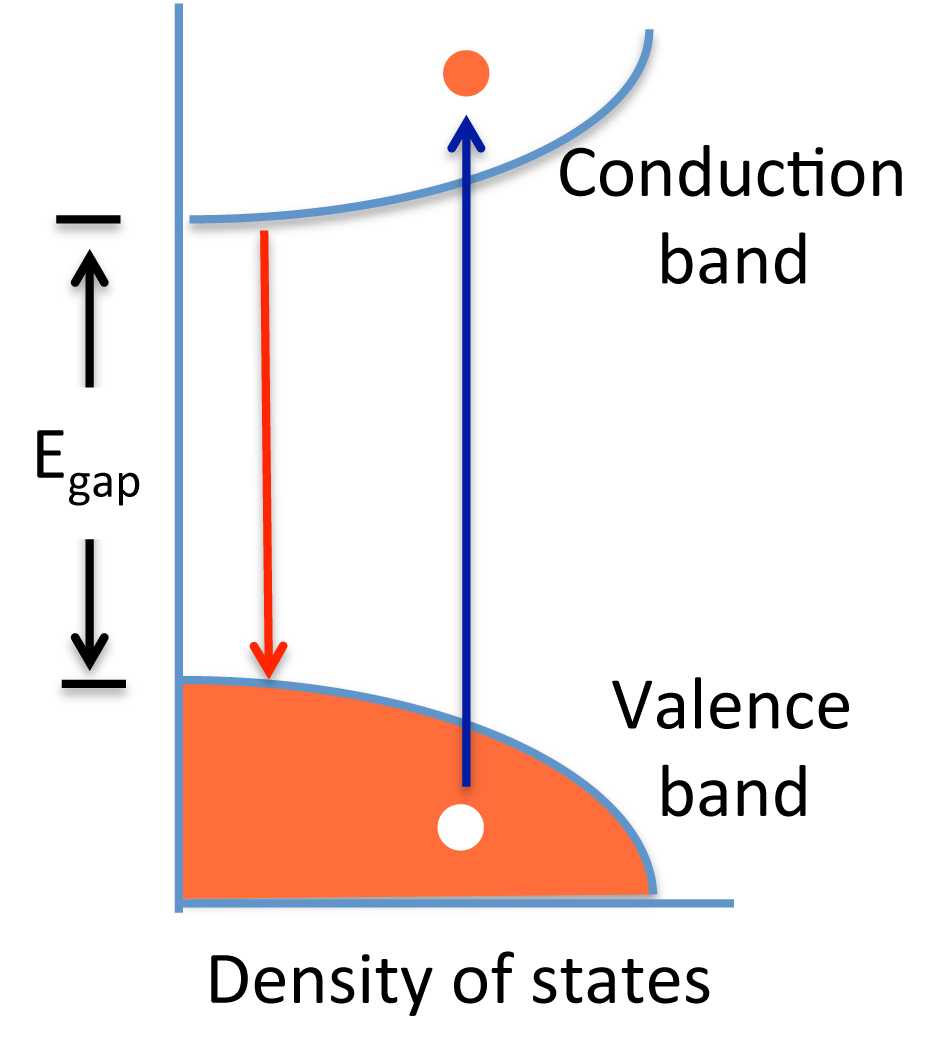
طرح‌نگاره‌ای از ساختار تحریک یک‌نیمه‌رسانا برای ایجاد یک جفت حفره الکترونی

## شبیه‌سازی حفره الکترونی به پازل
یک پازل ساده می‌تواند به ما کمک کند تا مفهوم تحرک حفره‌ها در یک شبکه اتمی را درک کنیم. در این پازل، اعداد مانند الکترون‌ها در یک شبکه کریستالی هستند. عدد گم‌شده مشابه یک حفره است. همان‌طور که می‌توان موقعیت عدد گم‌شده را با حرکت عددهای دیگر به مکان‌های مختلف منتقل کرد، یک حفره در یک شبکه کریستالی می‌تواند با حرکت الکترون‌های اطراف به موقعیت‌های مختلف در شبکه حرکت کند.

## علت بوجود آمدن حفره الکترونی در نیمه هادی
در نیمه هادی‌های خالص، هر اتم چهار الکترون در لایه ظرفیت خود دارد که چهار پیوند کووالانسی با اتم‌های مجاور تشکیل می‌دهد. این امر باعث می‌شود که نیمه هادی خالص خنثی باشد.
دو روش اصلی برای ایجاد حفره الکترونی در نیمه هادی‌ها وجود دارد: انحلال ناخالصی و تحریک حرارتی.
ناخالصی‌های دهنده الکترون هایظرفیتاضافی دارند که می‌توانند به نوار هدایت بروند و باعث ایجاد حفره در لایه ظرفیت شوند.
ناخالصی‌های گیرنده الکترون‌های ظرفیت کمتری دارند که می‌توانند از نوار هدایت به لایه ظرفیت بروند و باعث ایجاد الکترون در لایه ظرفیت شوند.
حرارت می‌تواند باعث شود که الکترون‌ها از لایه ظرفیت به نوار هدایت بروند و باعث ایجاد حفره در لایه ظرفیت شوند.

## حرکت حفره‌ها
حفره‌ها در یک ماده نیمه رسانا می‌توانند به دلیل نیروهای کولنی بین الکترون‌ها و حفره‌ها حرکت کنند. هنگامی که یک حفره به یک الکترون نزدیک می‌شود، الکترون را جذب می‌کند. این باعث می‌شود که الکترون به حفره نزدیک شود و حفره را به جلو حرکت دهد.
حفره‌ها همچنین می‌توانند تحت تأثیر میدان الکتریکی حرکت کنند. هنگامی که یک میدان الکتریکی به یک ماده نیمه رسانا اعمال می‌شود، حفره‌ها به سمت قطب منفی میدان حرکت می‌کنند.

## جایگاه حفره در ذرات زیر اتمی
ذرات زیراتمی، ذراتی هستند که کوچکتر از اتم هستند. این ذرات، اجزای سازنده ماده و انرژی در جهان هستند.
ذرات زیراتمی به دو دسته ذرات بنیادی و ذرات ترکیبی تقسیم می‌شوند.
ذرات بنیادی، ذراتی هستند که از ذرات کوچکتر تشکیل نشده‌اند. این ذرات، پایه‌های تشکیل دهنده ماده و انرژی در جهان هستند.
ذرات ترکیبی، ذراتی هستند که از ذرات بنیادی تشکیل شده‌اند. این ذرات، ذرات پایداری نیستند و به سرعت به ذرات بنیادی تجزیه می‌شوند.
مشهورترین ذرات زیراتمی عبارتند از:
الکترون ، ذره‌ای با بار منفی است که در اطراف هسته اتم در حال چرخش است.
پروتون ، ذره‌ای با بار مثبت است که در هسته اتم قرار دارد.
نوترون ، ذره‌ای بدون بار است که در هسته اتم قرار دارد.
حفره نیز یک ذره زیراتمی است که در واقع الکترون خالی در یک لایه ظرفیت است. حفره‌ها مانند ذرات باردار مثبت رفتار می‌کنند.

## حفره‌ها در کدام لایه هستند؟
حفره‌ها در واقع الکترون‌های خالی در یک لایه ظرفیت هستند. زمانی که یک الکترون از یک لایه ظرفیت به لایه ظرفیت بالاتری منتقل می‌شود، یک حفره در لایه ظرفیت پایین‌تر باقی می‌ماند.
حفره‌ها مانند ذرات باردار مثبت رفتار می‌کنند. در واقع، می‌توان گفت که حفره‌ها ذرات مخالف الکترون‌ها هستند.
در اتم‌ها، حفره‌ها می‌توانند در هر لایه ظرفیتی وجود داشته باشند. اما در نیمه‌رساناها، حفره‌ها معمولاً در لایه ظرفیت نزدیک‌ترین به هسته قرار دارند.

## بار حفرهٔ الکترونی
بار حفره الکترونی برابر با بار الکترون، اما با قطب مخالف است. به عبارت دیگر، حفره الکترونی یک حامل بار مثبت است. این به این دلیل است که حفره الکترونی در واقع فقدان الکترون در باند ظرفیت است. هنگامی که الکترونی از باند ظرفیت به هدایت حرکت می‌کند، یک حفره در باند ظرفیت باقی می‌گذارد. این حفره سپس می‌تواند توسط الکترون دیگری پر شود، که همچنین یک حفره باقی می‌گذارد. این فرایند می‌تواند به‌طور نامحدود ادامه یابد، که منجر به جریان حاملان بار مثبت، یا حفره‌ها می‌شود.

## تعریف منطقی حفره الکترونی از نظر ریاضی
حفره الکترونی منطقه‌ای از یک‌نیمه‌رسانا یا عایق است که الکترون مفقودی در آن وجود دارد. این ناحیه، جای خالی‌ای در باند ظرفیت است و می‌توان آن را به عنوان ذره‌ای با بار مثبت تصور کرد.
از نظر ریاضی، حفره الکترونی می‌تواند به عنوان حالتی در باند ظرفیت تعریف شود که الکترون ندارد. انرژی این حالت برابر با انرژی لبه باند ظرفیت است. تابع موج یک حفره الکترونی را می‌توان به عنوان ترکیبی از تابع موج تمام الکترون‌های موجود در باند ظرفیت نوشت.

## انرژی حفره الکترونی
انرژی حفره الکترونی برابر با انرژی الکترون در باند رسانش منهای انرژی الکترون در باند ظرفیت است. به عبارت دیگر، این اختلاف انرژی بین دو باند است. این اختلاف انرژی، شکاف انرژی نامیده می‌شود.
شکاف انرژی برای سیلیکون تقریباً ۱٫۱۲ الکترون ولت است. این بدان معناست که یک حفره الکترونی در سیلیکون دارای انرژی تقریباً ۱٫۱۲ الکترون ولت است.
شکاف انرژی برای ژرمانیم تقریباً ۰٫۶۷ الکترون ولت است. این بدان معناست که یک حفره الکترونی در ژرمانیم دارای انرژی تقریباً ۰٫۶۷ الکترون ولت است.
شکاف انرژی برای نیمه‌رساناهای دیگر بسته به ماده متفاوت است. به عنوان مثال، شکاف انرژی برای گالیوم آرسنید تقریباً ۱٫۴۲ الکترون ولت است و شکاف انرژی برای ایندیوم فسفید تقریباً ۱٫۳۵ الکترون ولت است.
در نتیجه، انرژی حفره الکترونی برابر با اختلاف انرژی بین باند رسانش و باند ظرفیت است. این اختلاف انرژی، شکاف انرژی نامیده می‌شود.

## کاربرد حفره‌های الکترونی
حفره‌های الکترونی، حامل‌های بار مثبتی هستند که در نیمه هادی‌ها وجود دارند. آنها زمانی ایجاد می‌شوند که یک الکترون از باند ظرفیت به باند هدایت منتقل شود، و یک جای خالی را پشت سر می‌گذارد. حفره‌ها مانند الکترون‌ها می‌توانند جریان الکتریکی را حمل کنند.
کاربردهای حفره‌های الکترونی در زمینه‌های مختلف به شرح زیر است:
الکترونیک: حفره‌ها در بسیاری از قطعات الکترونیکی مانند دیود، ترانزیستور و مدارهای مجتمع استفاده می‌شوند.
سلول‌های خورشیدی: حفره‌ها در سلول‌های خورشیدی برای تبدیل نور خورشید به انرژی الکتریکی استفاده می‌شوند.
لیزرها: حفره‌ها در لیزرها برای تولید نور با شدت بالا استفاده می‌شوند.
مواد نیمه رسانای کامپوزیتی: حفره‌ها در مواد نیمه رسانای کامپوزیتی برای بهبود خواص مکانیکی و الکتریکی این مواد استفاده می‌شوند.
نمونه‌هایی از کاربردهای حفره‌های الکترونی در دستگاه‌های الکترونیکی عبارتند از:
دیود: دیود یک قطعه الکترونیکی است که جریان الکتریکی را تنها در یک جهت اجازه می‌دهد. در یک دیودنوع P، حفره‌ها به عنوان حامل‌های بار غالب هستند.
ترانزیستور: ترانزیستور یک قطعه الکترونیکی است که می‌تواند سیگنالهای الکتریکی را تقویت یا قطع کند. در یک ترانزیستور نوع N، الکترون‌ها به عنوان حامل‌های بار غالب هستند.
مدار مجتمع: مدار مجتمع یک قطعه الکترونیکی است که از تعداد زیادی ترانزیستور و سایر قطعات الکترونیکی کوچک تشکیل شده است. مدارهای مجتمع در بسیاری از دستگاه‌های الکترونیکی مانند رایانه‌ها، تلفن‌های همراه و تلویزیون‌ها استفاده می‌شوند.
کاربردهای حفره‌های الکترونی در سلول‌های خورشیدی به شرح زیر است:
سلول‌های خورشیدی فوتوالکتریک: در سلول‌های خورشیدی فوتوالکتریک، نور خورشید باعث می‌شود که الکترون‌ها از اتم‌ها جدا شوند و جریان الکتریکی ایجاد کنند. این الکترون‌ها سپس از طریق یک مدار خارجی جریان می‌یابند و انرژی الکتریکی تولید می‌کنند.
سلول‌های خورشیدی فوتوولتائیک: در سلول‌های خورشیدی فوتوولتائیک، نور خورشید باعث می‌شود که حفره‌ها و الکترون‌ها در نیمه هادی‌ها ایجاد شوند. این حفره‌ها و الکترون‌ها سپس با یکدیگر ترکیب می‌شوند و جریان الکتریکی تولید می‌کنند.
کاربردهای حفره‌های الکترونی در لیزرها به شرح زیر است:
لیزرهای نیمه هادی: لیزرهای نیمه هادی از حفره‌ها برای تولید نور با شدت بالا استفاده می‌کنند. این لیزرها در بسیاری از کاربردها مانند چاپ لیزری، جراحی و ارتباطات استفاده می‌شوند.
لیزرهای رنگی: لیزرهای رنگی از حفره‌ها برای تولید نور با طول موجهای مختلف استفاده می‌کنند. این لیزرها در بسیاری از کاربردها مانند نمایشگرها، نورپردازی و تجهیزات پزشکی استفاده می‌شوند.
کاربردهای حفره‌های الکترونی در مواد نیمه رسانای کامپوزیتی به شرح زیر است:
مواد نیمه رسانای کامپوزیتی با استحکام بالا: حفره‌ها می‌توانند به بهبود استحکام مواد نیمه رسانای کامپوزیتی کمک کنند. این مواد در کاربردهایی مانند خودروسازی، ساخت و ساز و تجهیزات الکتریکی استفاده می‌شوند.
مواد نیمه رسانای کامپوزیتی با هدایت حرارتی بالا: حفره‌ها می‌توانند به بهبود هدایت حرارتی مواد نیمه رسانای کامپوزیتی کمک کنند. این مواد در کاربردهایی مانند خنک‌کننده، انتقال گرما و ذخیره انرژی استفاده می‌شوند.
در پایان باید ذکر کرد که حفره‌های الکترونی کاربردهای گسترده‌ای در زمینه‌های مختلف دارند. با پیشرفت فناوری، کاربردهای جدیدی برای این حامل‌های بار نیز کشف خواهد شد.